# Amparo Cabanes Pecourt
Amparo Cabanes Pecourt, née à Valence en 1938, est une médiéviste et femme politique espagnole.
Disciple d’Antonio Ubieto, elle a enseigné la paléographie, l'histoire médiévale et la diplomatique à l’université de Saragosse,,.
Sur proposition de l’Union du centre démocratique (UCD), elle fut conseillère déléguée à l’éducation du Conseil du Pays valencien présidé par Enrique Monsonís entre septembre 1981 et novembre 1982, où elle essaya de faire la promotion des idées blavéristes et du sécessionnisme entre valencien et catalan. Dans les mois qui suivirent elle fut conseillère sans portefeuille du conseil de la Généralité valencienne présidé par Joan Lerma (PSPV-PSOE),,.  Aux élections aux Corts valenciennes de 1983, elle figurait sur la liste de la coalition entre Unió Valenciana et Alliance populaire.
Membre du comité directeur de Lo Rat Penat, elle dirige également la section d'histoire de la Real Acadèmia de Cultura Valenciana depuis 1983,.
Elle est récipiendaire des prix Palma Dorada (sic) et Llealtat (sic), attribués par le GAV en 1982 et 1983 respectivement.
En 2024, le Conseil lui attribue la haute distinction de la Généralité valencienne et la grande croix de l'Ordre de Jacques Ier le Conquérant.